# Тип 89 (гранатомёт)
PF-89 или Тип 89 — одноразовый ручной противотанковый гранатомёт, разработанный компанией Norinco для Народно-освободительной армии Китая. PF-89 был разработан для замены устаревшего РПГ Тип 69 и представляет собой переносную одноразовую систему штурмового оружия, которая может использоваться в основном пехотными отделениями для поражения и поражения бронетехники и бункеров.
Использует реактивный 80-мм осколочно-фугасный противотанковый (кумулятивный) снаряд с незначительной отдачей. PF-89 был запущен в серийное производство в 1993 году и в 1990-х годах заменил РПГ Тип 69 в НОАК.

## Описание
PF-89 — лёгкое противотанковое оружие, сравнимое со шведским AT4 (обозначение M136 в Армии США). Но в отличие от АТ4, PF-89 представляет собой реактивное орудие, которое по конструкции больше напоминает гранатомёты M72 LAW и РПГ-26. Оружие состоит из свободнолетающей реактивной гранаты с стабилизатором оперения, упакованной в цельную одноразовую трубку, обёрнутую стекловолокном.
Возможно стрелять только с правого плеча. Пусковая установка водонепроницаема для удобства транспортировки и хранения. PF-89 имеет простой оптический прицел с 2,5-кратным увеличением и полем зрения в 12° для прицеливания, без возможности ночного боя.
Стрелок должен иметь возможность видеть и идентифицировать цель и оценивать дальность до неё. Гранатомёт может эффективно использоваться при минимальной боевой подготовке солдата.
Однако проблема реактивной струи стала заметной после принятия гранатомёта на вооружение, из-за чего было принято решение разработать многоцелевое безоткатное орудие DZJ-08 с механизмом балансировки противовеса для замены PF-89, особенно многоцелевого варианта PF89A.

## Варианты
| Обозначение                 | PF-89                                     | PF-89A                     | PF-89B            | WPF-89-1        | WPF-89-2                        |
| --------------------------- | ----------------------------------------- | -------------------------- | ----------------- | --------------- | ------------------------------- |
| Тип боеприпаса              | Осколочно-фугасный противотанковый (HEAT) | Многоцелевой зажигательный | тандемный заряд   | термобарический | термобарический тандемный заряд |
| Cartridge diameter (mm)     | 80                                        | 80                         | 80                | 80              | 80                              |
| Вес картриджа (кг)          | 1,84                                      | 2,35                       | 2,5               | >4              | >4                              |
| Вес пусковой установки (кг) | 1,85                                      | 1,85                       | 1,85              | 1,85            | 1,85                            |
| Полная масса (кг)           | 3,7                                       | 4.2                        | 4.7               | 6,5             | 6,5                             |
| Длина (мм)                  | 900                                       | 900                        | 900               | 900             | 900                             |
| Длина без крышки (мм)       | 880                                       | 880                        | 880               | 880             | 880                             |
| Прицельная дальность        | 400 м                                     | 1000 м                     | Н/Д               | 850 м           | 850 м                           |
| Бронепробиваемость          | 628 мм/90° 400мм/0° 180 мм/65°            | 20 мм/65°                  | Выше, чем у PF-89 | Н/Д             | Н/Д                             |
| Скорость                    | 147 м/с                                   | 147 м/с                    | 140 м/с           | 120 м/с         | 120 м/с                         |

## Страны-эксплуатанты
- Камбоджа: Армия Камбоджи.
- Китай: Народно-освободительная армия Китая